# Hala Podpromie w Rzeszowie

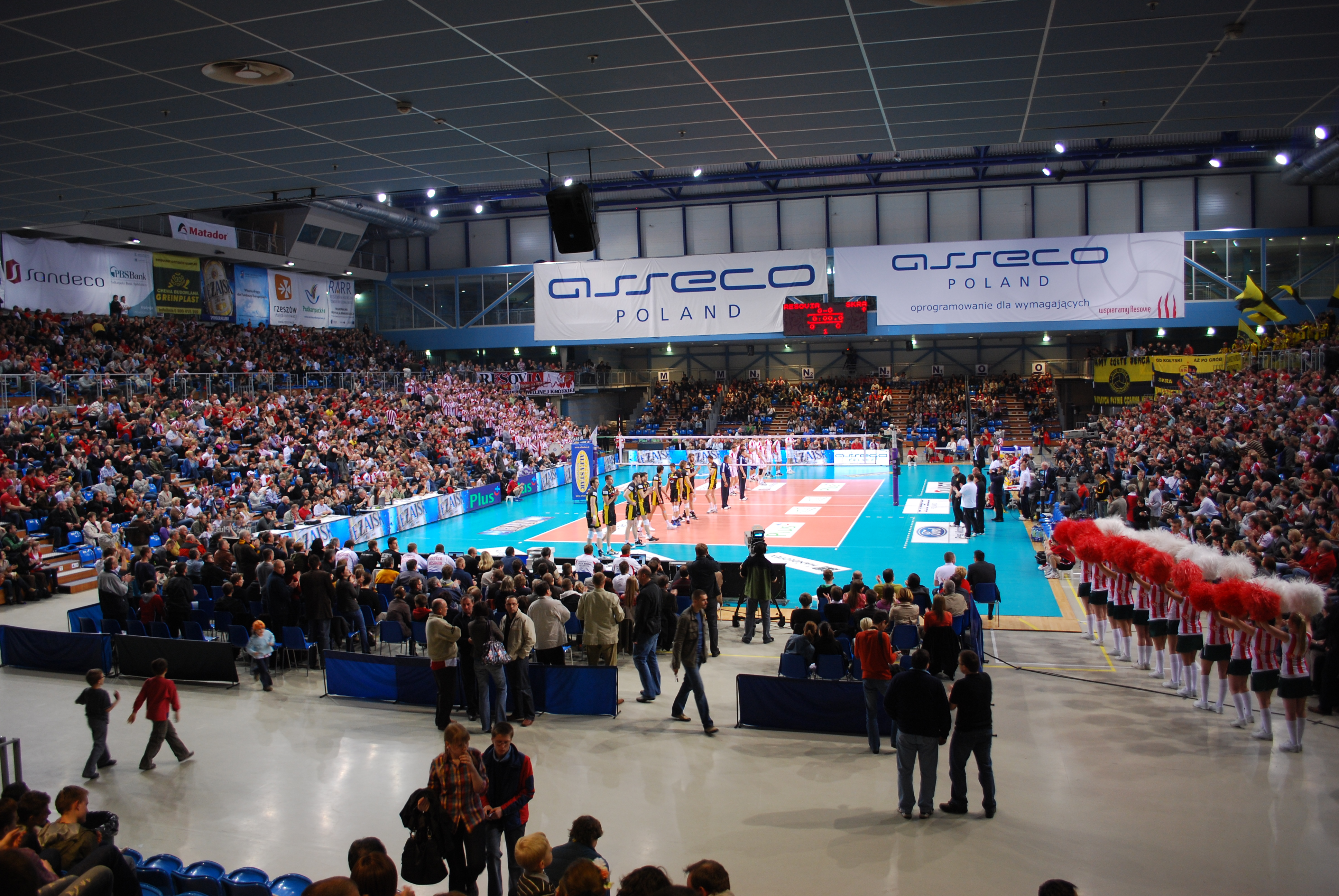
Wnętrze hali podczas meczu Resovii

Hala Podpromie lub Regionalne Centrum Widowiskowo-Sportowe im. Jana Strzelczyka w Rzeszowie – jedna z najnowocześniejszych, wielofunkcyjnych hal sportowo-widowiskowych w Polsce, otwarta 16 czerwca 2002, o pojemności do 7000 widzów (widownia: 4304 miejsc), co czyni ją obecnie jedenastą co do pojemności w Polsce po Tauron Arenie Kraków, Atlas Arenie w Łodzi, Spodku w Katowicach, Ergo Arenie, Arenie Toruń, Hali Stulecia we Wrocławiu, Hali Łuczniczka w Bydgoszczy, Netto Arenie w Szczecinie, Hali MOSiR w Łodzi i Hali Sportowo-Widowiskowej w Częstochowie
Hala Podpromie znajduje się w centrum Rzeszowa nieopodal terenów rekreacyjnych "Bulwary", parku "Olszynki" i Trasy Zamkowej.
Jako jedna z niewielu hal widowiskowo-sportowych w Polsce, Hala Podpromie jest przystosowana do potrzeb osób niepełnosprawnych. Hala została zaprojektowana przez profesora Stanisława Kusia. Wprawdzie budynek oficjalnie został oddany do użytku latem w 2002, jego budowa rozpoczęła się w latach 70. XX w.

## Elementy Hali Podpromie
- Hala główna o rozmiarach 59 m (długość) x 42 m (szerokość) x 11 m (wysokość). Posiada rozkładane trybuny (4304 miejsc) i możliwość rozstawienia 2500 dodatkowych krzesełek na płycie głównej. Jest wyposażona w sportową podłogę składaną (1200 m²) i pełne osprzętowanie wymagane przez międzynarodowe federacje sportowe m.in. 4 kosze najazdowe, sprzęt siatkarski i zegary.
- Sala boczna wschodnia posiada rozkładane trybuny (400 miejsc), specjalną podłogę sportową i zmienne konfiguracje do badmintonu, koszykarskie, do piłki ręcznej, siatkarskie i tenisowe.
- Sala boczna zachodnia przystosowana do sportów ogólnorozwojowych.
- Powierzchnia wystawiennicza dla mniejszych imprez targowych oraz wystaw artystycznych.
- Zespoły szatniowe.
- Restauracja i zaplecze kuchenne.
- Kawiarnia.

## Opis architektoniczny
Kondygnacje i poziomy Hali głównej przykryte są dachem stalowym o dźwigarach przestrzennych w kształcie trapezowego łuku łamanego opartego na masywnych żelbetowych blokach oporowych. Portale, północny (wejściowy) i południowy (wyjściowy), wykonano jako układ przestrzennych ram stalowych tworzących jedną przestrzeń z Halą główną. Stropy pośrednie oraz klatki schodowe tych portali wykonano jako żelbetonowe wylewane na mokro w deskowaniach przestawnych. Pokrycie dachu jest w systemie CB Panel z blach tytanowo-cynkowych z ociepleniem wełną mineralną. Od strony północnej, przed traktem wejściowym, znajduje się plac wyłożony betonową kostką brukową. Pod placem zlokalizowane są pomieszczenia wentylatorni oraz pomieszczenia zaplecza technicznego. W podpiwniczeniu traktu południowego znajduje się pomieszczenie kuchni i zaplecza gastronomicznego. Wzdłuż północnej krawędzi wentylatorni wykonano kanał prowadzący do czerpni powietrza oraz odprowadzający zużyte powietrze do wyrzutni.

## Dane techniczne
- powierzchnia: 15 000 m²
- długość: 116,6 m
- szerokość: 83,5 m
- wysokość od poziomu gruntu do najwyższego punktu: 19,1 m
- liczba poziomów: 13
- miejsc siedzących: 7100
- oświetlenie:
  - koszykówka z TVC Eśr = 2239 luks
  - siatkówka z TVC Eśr = 2416 luks
  - piłka ręczna z TVC Eśr = 1763 luks
  - zawody bez TVC Eśr = 911 luks
  - trening Eśr = 448 luks
  - tryb porządkowy Eśr = 210 luks
  - tryb awaryjny Eśr = 97 luks

## Imprezy regularne
- Wystawa Związku Kynologicznego Psów w Rzeszowie
- Targi Budowlane
- Wystawy Gołębi Rasowych
- Kongresy i zgromadzenia Świadków Jehowy

## Imprezy sportowe o zasięgu ogólnopolskim oraz międzynarodowym
- Akrobatyka sportowa
  - 28 Mistrzostwa Świata w Akrobatyce Sportowej Rzeszów 2017
  - Puchar Świata w Akrobatyce Sportowej Acro World Cup 2016 Rzeszów
- siatkówka
  - World Grand Prix kobiet (Rosja, USA, Chiny i Polska), 2007
  - eliminacje do Mistrzostw Świata mężczyzn, 2005
  - mecze Ligi Światowej
  - mecze Resovii Rzeszów
  - mecze Developresu Rzeszów
  - towarzyskie mecze Reprezentacji Polski mężczyzn, 2010
- koszykówka
  - towarzyskie mecze reprezentacji mężczyzn
- łucznictwo
  - Puchar Świata w Łucznictwie 2008
  - Halowe Mistrzostwa Świata 2009